# Diabroctis mimas
Diabroctis mimas är en skalbaggsart som beskrevs av Carl von Linné 1758. Diabroctis mimas ingår i släktet Diabroctis och familjen bladhorningar. Inga underarter finns listade i Catalogue of Life.